# یانشیپینگ، تبت
یانشیپینگ، تبت (به لاتین: Yanshiping) یک شهرک در جمهوری خلق چین است که در بخش امدو واقع شده‌است. یانشیپینگ ۴٬۷۲۰ متر بالاتر از سطح دریا واقع شده‌است.